# Chemlab
Chemlab est un groupe de rock industriel américain, formé en 1989 par Dylan Thomas More, Joe Frank, et Jared Louche.

## Discographie

### Albums studio
- Burn Out at the Hydrogen Bar (1993)
- East Side Militia (1996)
- Oxidizer (2004)

### Compilations
- Suture (2001)
- Tape Decay (2019)

### Remix
- Rock Whore vs. Dance Floor (2006)

### EPs
- Ten Ton Pressure (1990)
- Magnetic Field Remixes (1994)
- The Machine Age (2003)

### Singles
- Exile on Mainline (1996)
- Electric Molecular (1996)